# Raión de Pervomaiske
El raión de Pervomaiske (en ucraniano: Первомайський район, en ruso: Первомайский район, en tártaro de Crimea: Curçı rayonı) es un raión o distrito de la República Autónoma de Crimea de Ucrania o República de Crimea, perteneciente a Rusia. Es una de las 25 regiones de esta República. Su capital administrativa es la ciudad de Pervomaiske.

## Demografía
Según estimación 2010 contaba con una población total de 40367 habitantes.

## Otros datos
El código KOATUU fue 123500000. El código postal 96300 o 296300, el prefijo telefónico +380 6552 o +7 36552.